# Kvindesind (film)
 For alternative betydninger, se Kvindesind. (Se også artikler, som begynder med Kvindesind)
Kvindesind er en dansk film fra 1980.
- Manuskript og instruktion Stig Björkman.

Blandt de medvirkende kan nævnes:
- Lotte Tarp
- Peter Schrøder
- Kim Magnusson
- Ghita Nørby
- Birthe Backhausen
- Esben Høilund Carlsen